# جون هاريس (فيلسوف)
جون هاريس (بالإنجليزية: John Harris)‏ هو فيلسوف بريطاني، ولد في 21 أغسطس 1945.